# Gunung Seumantok Tutong
Gunung Seumantok Tutong är en kulle i Indonesien.   Den ligger i provinsen Aceh, i den västra delen av landet, 1 700 km nordväst om huvudstaden Jakarta. Toppen på Gunung Seumantok Tutong är 279 meter över havet, eller 69 meter över den omgivande terrängen. Bredden vid basen är 1,5 km.
Terrängen runt Gunung Seumantok Tutong är kuperad norrut, men söderut är den platt. Terrängen runt Gunung Seumantok Tutong sluttar söderut.Runt Gunung Seumantok Tutong är det mycket glesbefolkat, med 4 invånare per kvadratkilometer. I omgivningarna runt Gunung Seumantok Tutong växer i huvudsak städsegrön lövskog.